# Цетина
Цетина је река у јужној Хрватској, у централној Далмацији. Укупна дужина реке је око 105 km, површина слива 3700 km², а извире на надморској висини од 385 м. Извире испод Динаре, а улива се у Јадранско море. Река је пловна у дужини од 7 km (од ушћа до насеља Радманове Млинице). Крај око реке Цетине се често назива Цетинска крајина, а сама река је у раном средњем веку чинила границу између Срба и Хрвата према писању византијског цара Константина Порфирогенита (913—959).

## Одлике
Цетина извире на северозападним падинама планине Динара, у близини села Цетине које је удаљено 7 km од насеља Врлика. Око 15 km од извора у Цетину се преко водопада улива мала речица Драговић. На ушћу ове речице у Цетину се налазио православни Манастир Драговић који је потопљен изградњом бране. У близини насеља Врлика почиње Перучко језеро, које је настало изградњом бране на око 25 km низводно. Потом река протиче кроз Сињско поље, а после скреће у правцу истока, па поново скреће на запад око планине Мосор, пре него што дође до ушћа у Јадранско море код града Омиша. Цетина је најдужа река у Далмацији. Река је богата водопадима од којих је највећи Велика Губавица који, са својих 49 метара висинске разлике, спада међу највеће водопаде у Хрватској. Бетонском браном код Пранчевића већи део воде из Цетине скренут је тунелима испод Мосора до ХЕ Сплит. У току лета просечан проток кроз реку износи 4–6 m³/s, а у току кишне сезоне проток знатно расте.
На реци је изграђено неколико мањих хидроелектрана.
Цетина је некад била богата ихтиофауном, нарочито поточном пастрмком, која се задржала само у делу тока.

## Галерија
- Једна од неколико брана на реци
- Извор реке Цетине
- Цетина код Омиша